# علي أكبر دهخدا
عَلِيّ أَكْبَر دِهْخُدا (1297 - 1375 هـ / 1879 - 1956 م) هو لُغَوِيٌّ وشاعرٌ فارسيّ، وصاحبُ أكبرِ موسوعةٍ لُغَويَّة فارسيَّة، لُغَت نامَه دِهْخُدا (قاموس دِهْخُدا).

## سيرة
ولد دهخدا عام 1297 هـ بمدينة طهران. عند افتتاح مدرسة العلوم السياسية التابعة لوزارة الخارجية عام 1278 هـ شارك دهخدا في امتحان القبول بالمدرسة ودرس هناك، وبعد أربع سنوات كان من أوائل خريجي المدرسة السياسية. بعد الانتهاء من مدرسة العلوم السياسية، انضم دهخدا الذي يُدعى الآن ميرزا علي أكبر خان قزويني ، إلى وزارة الخارجية وفي عام 1281 عندما تم تعيين معاون الدولة الغفاري سفيراً لإيران في دول البلقان ، انضم إليه دهخدا كسكرتير السفير.
توفي سنة 1375 هـ ودفن في مقبرة ابن بابويه في مدينة الري.

## آثاره
أهم آثاره هو كتاب لغت نامه دهخدا والذي ينقسم إلى ستة عشر مجلدا على أكثر من ست وعشرين ألف صفحة في كثير من مفردات اللغة الفارسية والعربية.

## وصلات خارجية
- دهخدا - مؤسسة جائزة عبد العزيز سعود البابطين للإبداع الشعري